# Mont Raimeux
Mont Raimeux är ett berg i Schweiz.   Det ligger i distriktet Jura bernois och kantonen Bern, i den centrala delen av landet, 40 km norr om huvudstaden Bern. Toppen på Mont Raimeux är 1 302 meter över havet, eller 550 meter över den omgivande terrängen. Bredden vid basen är 7,7 km.
Terrängen runt Mont Raimeux är huvudsakligen kuperad. Runt Mont Raimeux är det ganska tätbefolkat, med 185 invånare per kvadratkilometer.. Närmaste större samhälle är Moutier, 5,5 km sydväst om Mont Raimeux. 
I omgivningarna runt Mont Raimeux växer i huvudsak blandskog.